# Woggersin
Woggersin ist eine Gemeinde im Landkreis Mecklenburgische Seenplatte in der Nähe von Neubrandenburg (Mecklenburg-Vorpommern). Die Gemeinde wird vom Amt Neverin, mit Sitz in gleichnamiger Gemeinde, verwaltet.

## Geografie
Woggersin liegt etwa sechs Kilometer nordwestlich von Neubrandenburg im Urstromtal der Tollense.
Umgeben wird die Gemeinde Woggersin von den Nachbargemeinden Groß Teetzleben im Norden, Neubrandenburg im Osten, Zirzow im Süden sowie Breesen im Westen.

## Geschichte
Woggersin wurde erstmals im Jahr 1346 urkundlich erwähnt.
Bis zum Abriss Mitte der 1980er Jahre gab es im Ort ein Gutshaus im Stile der Tudorgotik.

## Politik

### Gemeinderat
Zusammensetzung des Gemeinderates nach der Kommunalwahl vom 7. Juni 2009:
- FDP: sechs Sitze
- Bauernverband MST e. V.: ein Sitz
- CDU: ein Sitz

### Wappen
| Wappen von Woggersin | Blasonierung: „Geteilt durch einen Wellenschnitt; oben in Gold drei silberne Schneeglöckchen mit beblättertem grünen Stiel balkenweise, unten in Grün ein linksgewendeter, abgerissener, rot gezungter goldener Wolfskopf mit silbernen Zähnen.“ |
| Wappen von Woggersin | Wappenbegründung: In dem Hoheitszeichen soll der Wellenschnitt auf die Lage der Gemeinde an der Tollense hindeuten. Die Schneeglöckchen stehen für den als Flächennaturdenkmal ausgewiesenen Schneeglöckchenpark. Mit dem aus dem Siegel derer von Woggersin aus dem Jahre 1346, das drei linksgewendete Wolfsköpfe zeigt, entlehnten Wolfskopf wird an einen der damaligen Besitzer des Kirchdorfes erinnert. Das Wappen und die Flagge wurden von dem Schweriner Heraldiker Heinz Kippnick gestaltet, am 13. August 2007 durch das Ministerium des Innern genehmigt und unter der Nr. 315 der Wappenrolle des Landes Mecklenburg-Vorpommern registriert. |

### Flagge
Die Flagge ist Grün – Gelb (1:1) längs gestreift. In der Mitte des Flaggentuchs liegt, auf jeweils zwei Drittel der Höhe des grünen und des gelben Streifens übergreifend, das Gemeindewappen. Die Höhe des Flaggentuchs verhält sich zur Länge wie 3:5.

### Dienstsiegel
Das Dienstsiegel zeigt das Wappen der Gemeinde mit der Umschrift GEMEINDE WOGGERSIN • LANDKREIS MECKLENBURGISCHE SEENPLATTE.

## Sehenswürdigkeiten

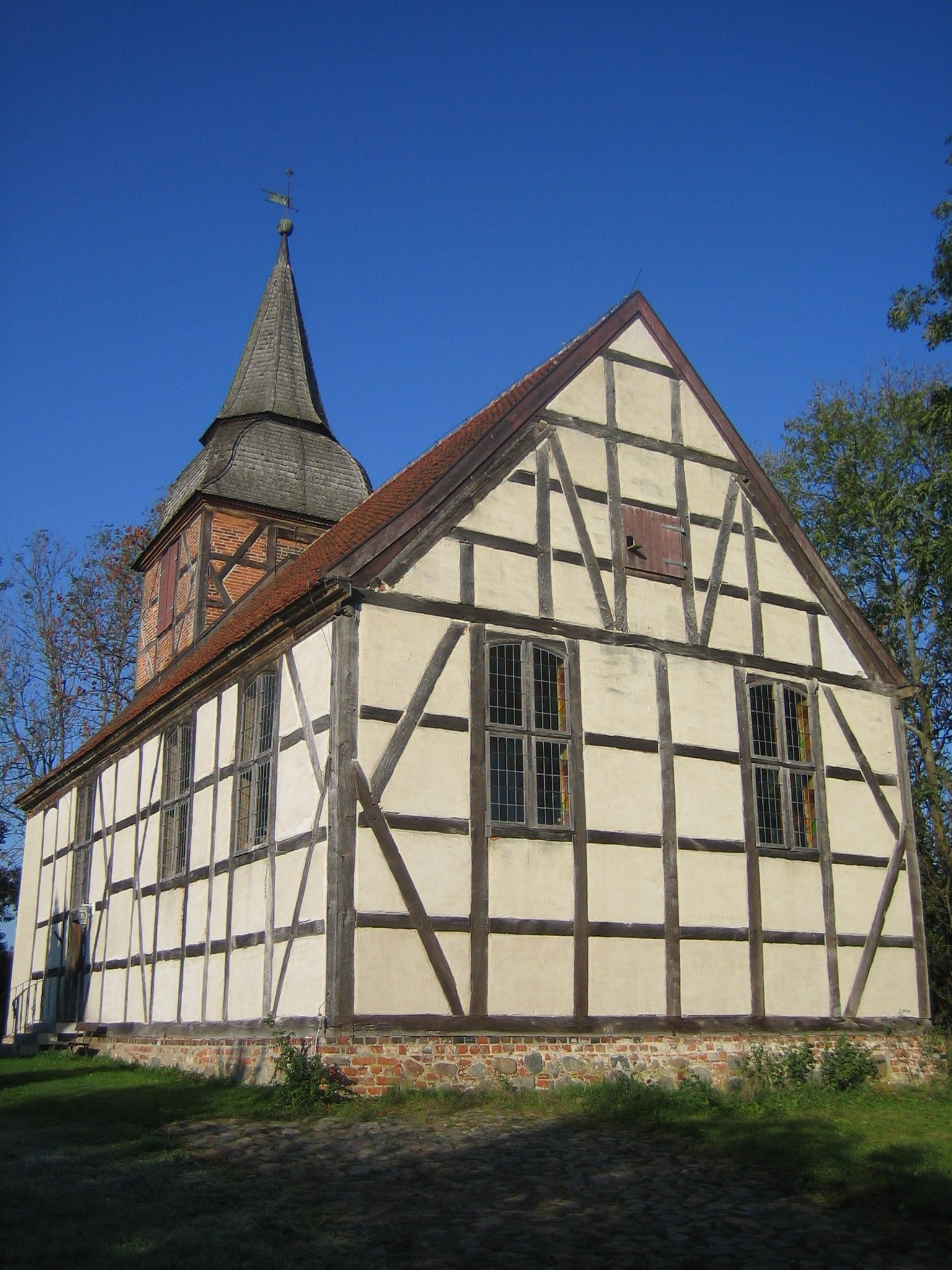
Dorfkirche Woggersin

- Fachwerkkirche, um 1788 erbaut, mit quadratischem westlichen Dachreiter
- Speicher Woggersin, für Märkte (z. B. Weihnachtsmarkt) und Kulturveranstaltungen genutzt
- Tollensetal

→ Siehe auch Liste der Baudenkmale in Woggersin

## Verkehrsanbindung
Die  Bundesstraße 104 verläuft südlich der Gemeinde.